# Inocybe leptocystis
Inocybe leptocystis är en svampart som beskrevs av G.F. Atk. 1918. Enligt Catalogue of Life ingår Inocybe leptocystis i släktet Inocybe,  och familjen Inocybaceae, men enligt Dyntaxa är tillhörigheten istället släktet Inocybe,  och familjen Crepidotaceae. Arten är reproducerande i Sverige. Inga underarter finns listade i Catalogue of Life.